# Lista rezervațiilor naturale din județul Mureș
Lista rezervațiilor naturale din județul Mureș cuprinde ariile protejate de interes național (rezervații naturale), aflate pe teritoriul administrativ al județului Mureș, declarate prin Legea Nr.5 din 6 martie 2000 (privind aprobarea Planului de amenajare a teritoriului național - Secțiunea a III-a - arii protejate).

## Lista ariilor protejate
| Denumirea ariei protejate                                  | Cod       | Localizare                             | Categorie IUCN | Tip       | Suprafață (ha) | Observații/foto                             |
| ---------------------------------------------------------- | --------- | -------------------------------------- | -------------- | --------- | -------------- | ------------------------------------------- |
| Arboretul de Chamaecyparis lawsoniana Sângeorgiu de Pădure | RONPA0651 | Sângeorgiu de Pădure                   | IV             | forestier | 5,80           |                                             |
| Rezervația de bujori Zau de Câmpie                         | RONPA0644 | Zau de Câmpie Valea Largă              | IV             | botanic   | 3,48           | Rezervaţia de bujori de stepă Zau de Câmpie |
| Defileul Deda - Toplița                                    | 2.638     | Deda Răstolița Lunca Bradului Stânceni | IV             | mixt      | 6.000          |                                             |
| Lacul Ursu și arboretele de pe sărături                    | RONPA0653 | Sovata                                 | III            | mixt      | 79             | Lacul Ursu                                  |
| Lacul Fărăgău                                              | RONPA0648 | Fărăgău                                | IV             | mixt      | 35,50          |                                             |
| Lalelele pestrițe Vălenii de Mureș                         | RONPA0647 | Vălenii de Mureș                       | IV             | botanic   | 2,25           |                                             |
| Molidul de rezonanță din Pădurea Lăpușna                   | RONPA0650 | Lăpușna                                | IV             | forestier | 77,80          |                                             |
| Pădurea Mociar                                             | RONPA0645 | Gurghiu                                | IV             | forestier | 48             |                                             |
| Pădurea Săbed                                              | RONPA0646 | Săbed                                  | IV             | mixt      | 59,30          |                                             |
| Poiana narciselor Gurghiu                                  | RONPA0654 | Gurghiu                                | IV             | botanic   | 3              |                                             |
| Rezervația de stejar pufos                                 | RONPA0649 | Criș                                   | IV             | forestier | 11,90          |                                             |
| Scaunul Domnului                                           | RONPA0889 | Răstolița                              | IV             | mixt      | 50             |                                             |
| Seaca                                                      | RONPA0890 | Ibănești, Sovata                       | IV             | mixt      | 815            |                                             |
| Stejarii seculari de la Breite                             | RONPA0657 | Sighișoara                             | IV             | forestier | 70             |                                             |
| Stejarii seculari de la Sângeorgiu de Mureș                | RONPA0657 | Sângeorgiu de Mureș                    | IV             | forestier | 0,10           |                                             |